# آرتور سانچس
آرتور سانچس (انگلیسی: Arthur Sanches؛ زادهٔ ۲۸ مارس ۱۹۸۸) بازیکن فوتبال اهل برزیل است.
از باشگاه‌هایی که در آن بازی کرده‌است می‌توان به باشگاه فوتبال پالمیراس، باشگاه ورزشی السیلیه، باشگاه ورزشی کروزیرو، باشگاه فوتبال الشباب عربستان سعودی، باشگاه ورزشی الدحیل، باشگاه ورزشی الریان، و باشگاه فوتبال الهلال اشاره کرد.